# 韋倫區 (蘇克雷省)

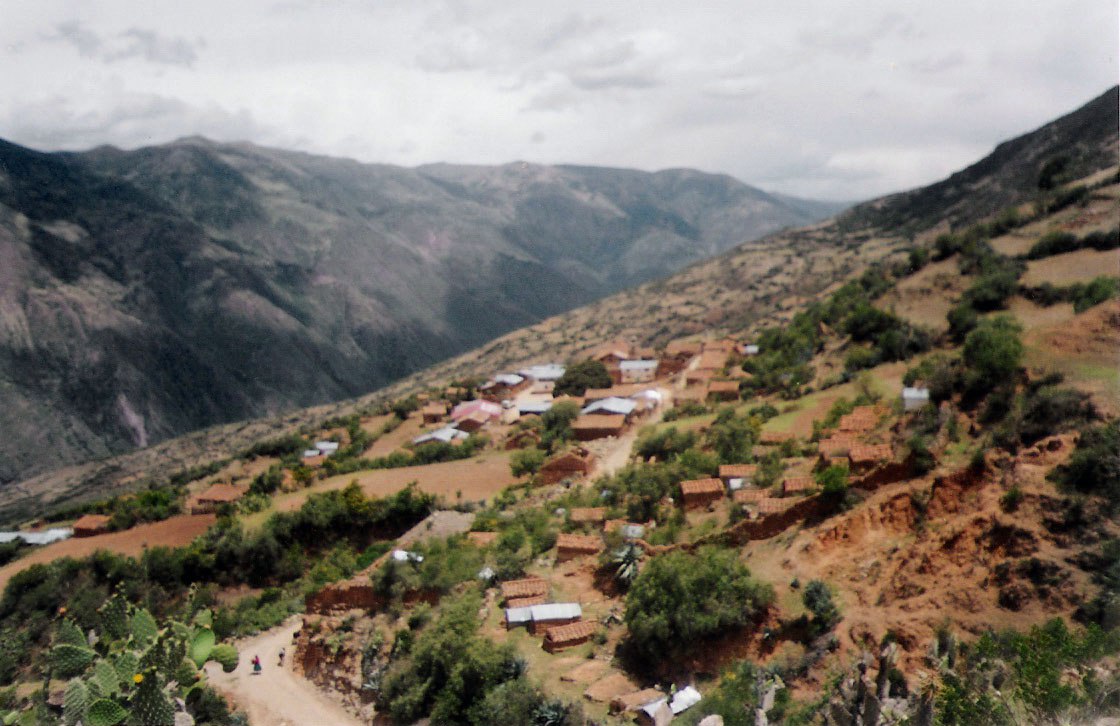

13°48′34″S 73°45′24″W / 13.80944°S 73.75667°W
韋倫區（西班牙語：Distrito de Belén），是秘魯的一個區，位於該國中南部阿亞庫喬大區的蘇克雷省，始建於1964年11月23日，面積41.5平方公里，海拔高度3,195米，2005年人口611，人口密度每平方公里15人。